# Neuontobotrys mendocina
Neuontobotrys mendocina är en korsblommig växtart som först beskrevs av M.C. Romanczuk, och fick sitt nu gällande namn av Al-shehbaz. Neuontobotrys mendocina ingår i släktet Neuontobotrys och familjen korsblommiga växter. Inga underarter finns listade i Catalogue of Life.